# Mistrovství světa ve vodním slalomu 1995
Mistrovství světa ve vodním slalomu 1995 se uskutečnilo ve britském Nottinghamu pod záštitou Mezinárodní kanoistické federace. Jednalo se o 24. mistrovství světa ve vodním slalomu.

## Muži

### Kánoe
| Závod       | Zlato                                                                                             | Body   | Stříbro                                                                                              | Body   | Bronz                                                                                                 | Body   |
| C1          | David Hearn (USA)                                                                                 | 134.86 | Sören Kaufmann (GER)                                                                                 | 135.72 | Michal Martikán (SVK)                                                                                 | 135.97 |
| C1 družstvo | Německo Vitus Husek Sören Kaufmann Martin Lang                                                    | 166.05 | Chorvatsko Danko Herceg Zlatko Sedlar Stjepan Perestegi                                              | 171.25 | Slovensko Michal Martikán Juraj Minčík Juraj Ontko                                                    | 173.23 |
| C2          | Polsko Krzysztof Kołomański Michał Staniszewski                                                   | 138.61 | Francie Frank Adisson Wilfrid Forgues                                                                | 139.09 | Francie Éric Biau Bertrand Daille                                                                     | 140.25 |
| C2 družstvo | Česko Jiří Rohan a Miroslav Šimek Petr Štercl a Pavel Štercl Jaroslav Pospíšil a Jaroslav Pollert | 178.87 | Francie Emmanuel del Rey a Thierry Saidi Frank Adisson a Wilfrid Forgues Éric Biau a Bertrand Daille | 186.05 | Německo Michael Trummer a Manfred Berro Rüdiger Hübbers a Udo Raumann André Ehrenberg a Michael Senft | 187.85 |

### Kajak
| Závod       | Zlato                                            | Body   | Stříbro                                                | Body   | Bronz                                                    | Body   |
| K1          | Oliver Fix (GER)                                 | 125.72 | Scott Shipley (USA)                                    | 127.09 | Jiří Prskavec (CZE)                                      | 127.47 |
| K1 družstvo | Německo Jochen Lettmann Thomas Becker Oliver Fix | 145.27 | Slovinsko Fedja Marušič Marjan Štrukelj Andraž Vehovar | 152.31 | Spojené království Andrew Raspin Shaun Pearce Ian Raspin | 153.41 |

## Ženy

### Kajak
| Závod       | Zlato                                                          | Body   | Stříbro                                                                | Body   | Bronz                                                                 | Body   |
| K1          | Lynn Simpsonová (GBR)                                          | 140.81 | Anne Boixelová (FRA)                                                   | 142.32 | Kordula Striepeckeová (GER)                                           | 143.61 |
| K1 družstvo | Francie Anne Boixelová Myriam Jerusalmiová Isabelle Despresová | 175.82 | Spojené království Lynn Simpsonová Rachel Crosbeeová Heather Corrieová | 180.64 | Německo Evi Hussová Elisabeth Micheler-Jonesová Kordula Striepeckeová | 182.33 |

## Medailové pořadí zemí
| Pořadí | Země               | Zlato | Stříbro | Bronz | Celkem |
| ------ | ------------------ | ----- | ------- | ----- | ------ |
| 1      | Německo            | 3     | 1       | 3     | 7      |
| 2      | Francie            | 1     | 3       | 1     | 5      |
| 3      | Spojené království | 1     | 1       | 1     | 3      |
| 4      | USA                | 1     | 1       | 0     | 2      |
| 5      | Česko              | 1     | 0       | 1     | 2      |
| 6      | Polsko             | 1     | 0       | 0     | 1      |
| 7      | Chorvatsko         | 0     | 1       | 0     | 1      |
| 7      | Slovinsko          | 0     | 1       | 0     | 1      |
| 9      | Slovensko          | 0     | 0       | 2     | 2      |
| Celkem | Celkem             | 8     | 8       | 8     | 24     |